# Dohar
Dohar est une upazila du Bangladesh. Elle est située dans le district de Dhaka.

## Démographie
En 2011, sa population était de 226 439 habitants.